# Televigo

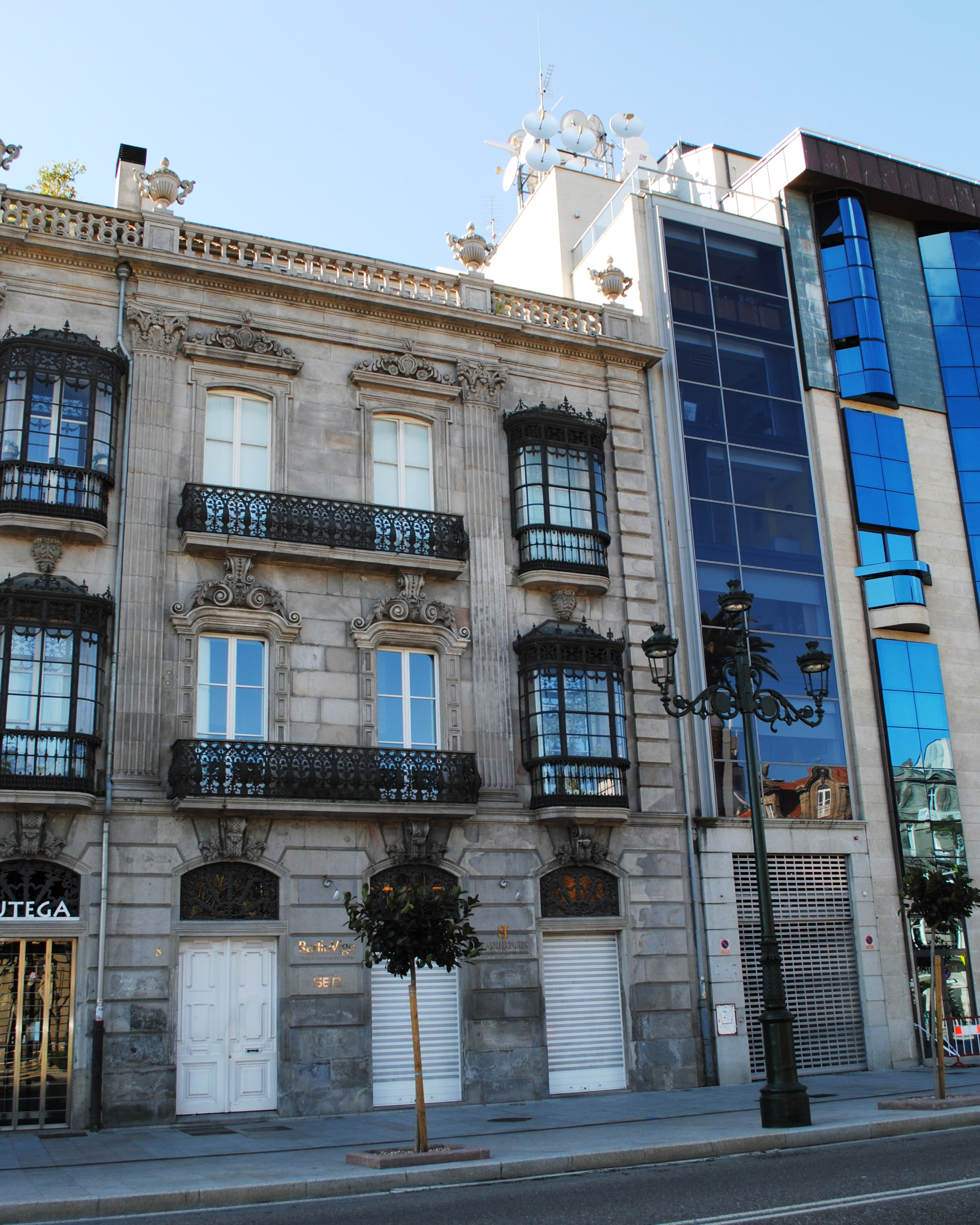
Sede, calle Areal 8.

TeleVigo (anteriormente Localia Vigo y Localia Televigo) es un canal de televisión abierta español, ubicado en la ciudad de Vigo y también a los municipios de su área metropolitana y Comarca de Vigo (Pontevedra, Galicia). Su programación está enfocada en informativos locales, programas deportivos y en el entretenimiento. 
Emite a través Televisión Digital Terrestre desde el 18 de marzo de 2010. Desde el 27 de julio de 2020 emite en pruebas en Alta Definición.

## Ubicación
Televigo está ubicada en la tercera planta del edificio Radio Vigo. Sus instalaciones constan de un plató con equipos de transmisión, una mesa de continuidad con un sistema informático que permite gestionar las conexiones y desconexiones regionales, y una sala de realización donde se realiza la programación local.
Entre los profesionales que componen TeleVigo se encuentran los periodistas Paula Montes, María Díaz, Jaime González de Haz o Leticia Francisco.

## Enlaces
- Página web oficial

- Datos: Q9085589